# Kowalowice
Kowalowice (deutsch Kaulwitz) ist eine Ortschaft in Oberschlesien. Der Ort liegt in der Gmina Namysłów im Powiat Namysłowski in der Woiwodschaft Opole in Polen. Der Ortsname leitet sich vom polnischen Begriff kowal (dt. Schmiede) ab, übersetzt in etwa Sitz der Schmiede oder Schmiededorf.

## Geographie

### Geographische Lage
Das Straßendorf Kowalowice liegt neun Kilometer nordöstlich der Gemeinde- und Kreisstadt Namysłów (Namslau) sowie 64 Kilometer nordwestlich der Woiwodschaftshauptstadt Opole (Oppeln). Der Ort liegt in der Nizina Śląska (Schlesische Tiefebene) innerhalb der Równina Oleśnicka (Oelser Ebene). Durch den Ort fließt die Łozka, ein linker Zufluss der Widawa.

### Ortsteile
Ortsteile von Kowalowice sind Lesiny (Vorwerk Waldhof ), Nowy Dwór (Vorwerk Neuhof) und Siedlec (Schedlitz).

### Nachbarorte
Nachbarorte von Kowalowice sind im Norden Smogorzów  (Schmograu), im Süden Baldwinowice (Belmsdorf) und im Südwesten Objazda (Obischau).

## Geschichte

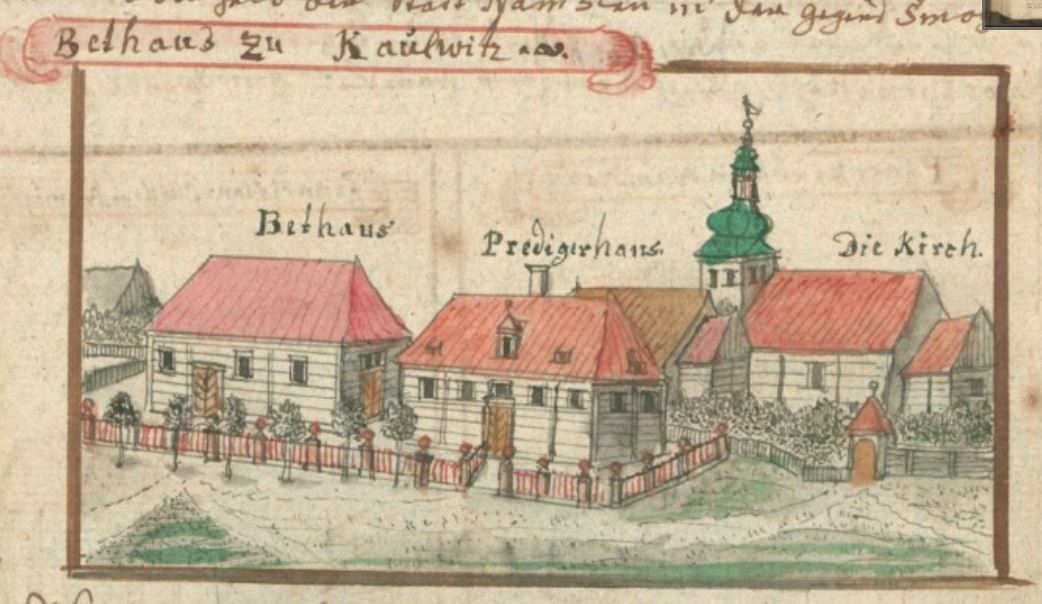
Zeichnung der ehemaligen Schrotholzkirche aus dem 18. Jahrhundert

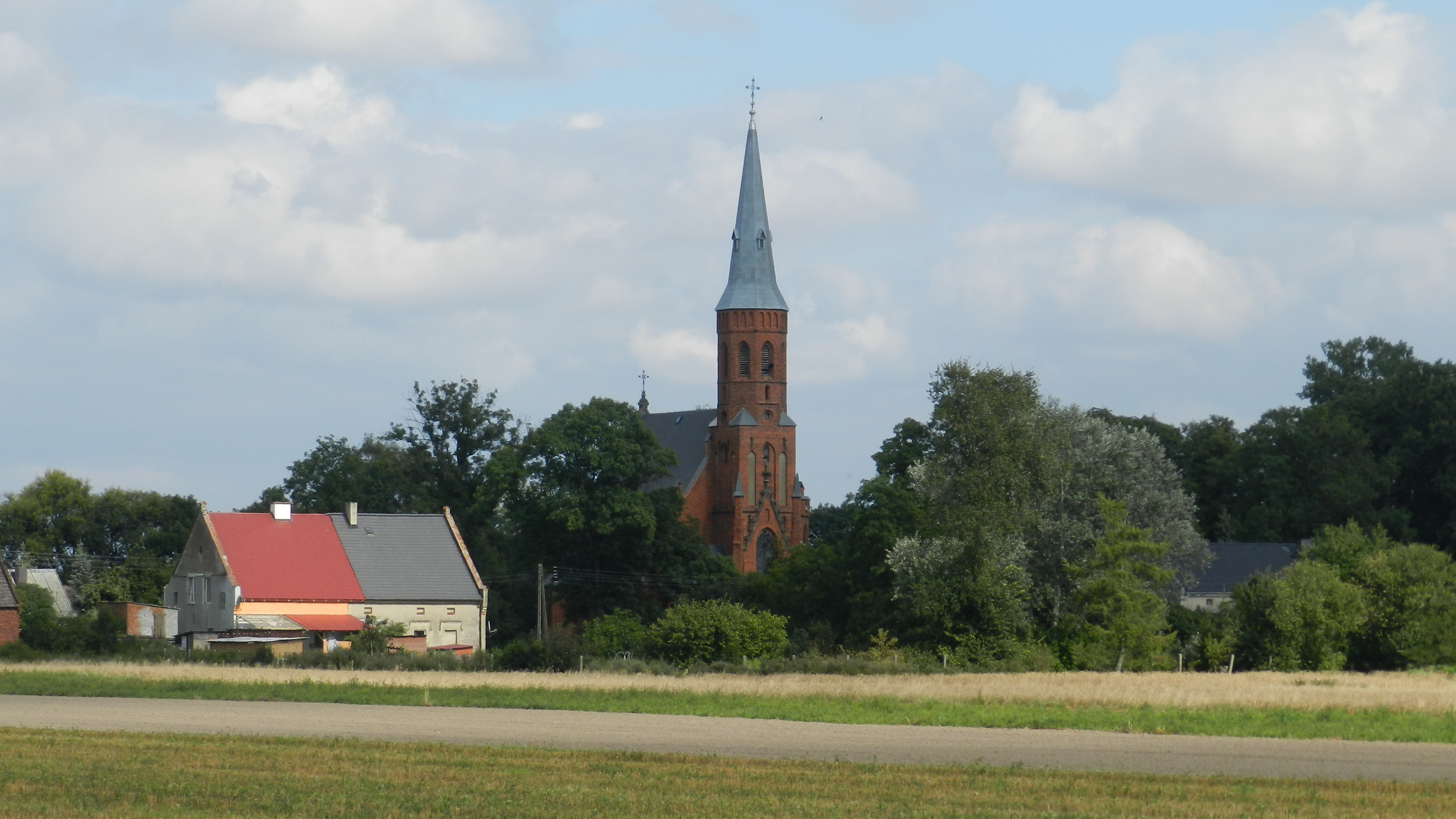
Mariä-Empfängnis-Kirche

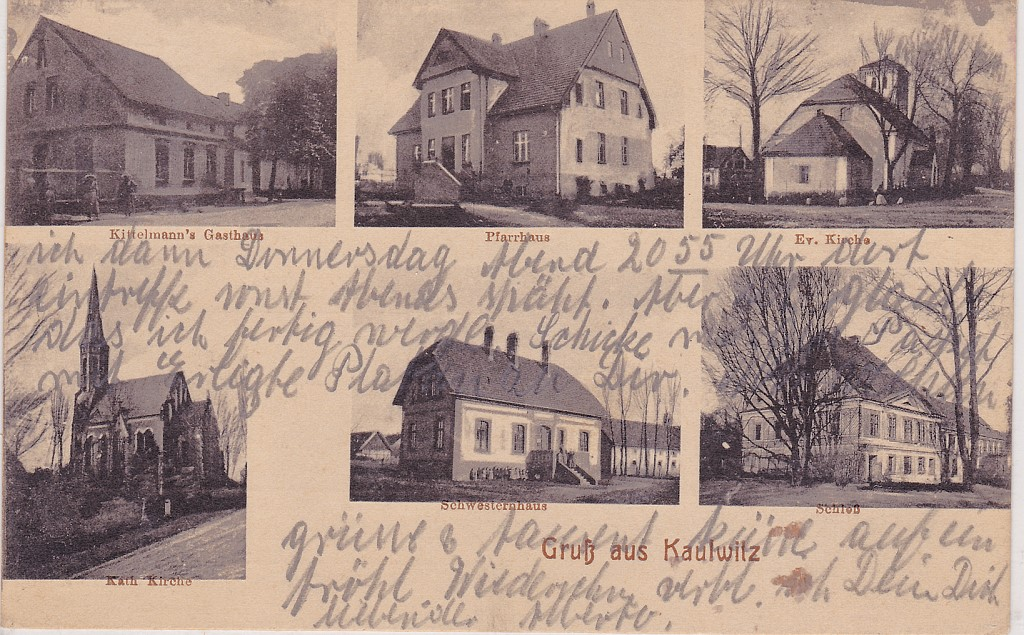
Alte Postkarte von Kaulwitz, ca. 1920

Der Ort wurde 1270 erstmals als Kowelwicz erwähnt. 1281 wird ein Schulze von Kowelicz erwähnt. In dem Werk Liber fundationis episcopatus Vratislaviensis (lat.: Buch der Gründung des Bistums Breslau) aus den Jahren 1295–1305 wird der Ort als Cowalowitz erwähnt. 1304 wird erstmals eine Kirche für den Ort erwähnt. 1353 wurde der Ort als Caulowicz sowie 1359 als Kawilwicz erwähnt. 1359 wird für den Ort erstmals eine Kirche erwähnt. 1595 wurde in Kaulwitz im Auftrag der Familie Naese eine Schrotholzkirche erbaut. Im gleichen Jahr wurde im Ort eine Schule eingerichtet.
Nach dem Ersten Schlesischen Krieg 1742 fiel Kaulwitz mit dem größten Teil Schlesiens an Preußen. 1743 erhielten die Bewohner von Kaulwitz die Genehmigung zum Bau einer evangelischen Kirche. Der Kirchenbau aus Schrotholz wurde 1748 fertiggestellt.
1800 wurde in Kaulwitz ein neues Schulgebäude errichtet. Nach der Neuorganisation der Provinz Schlesien gehörte die Landgemeinde Kaulwitz ab 1816 zum Landkreis Namslau im Regierungsbezirk Breslau. 1822 wurde die hölzerne evangelische Kirche abgerissen und durch einen steinernen Neubau im klassizistischen Stil ersetzt. 1833 wurde die evangelische Schule im Ort gegründet. 1845 bestanden im Dorf ein Schloss, zwei Vorwerke, eine evangelische Kirche, eine katholische Kirche, eine katholische Schule, eine evangelische Schule, eine Ziegelei, zwei Wassermühlen und 58 Häuser. Im gleichen Jahr lebten in Kaulwitz 666 Menschen, davon 279 evangelisch und 8 jüdisch. 1868 wurde die hölzerne katholische Kirche abgerissen und durch einen Neubau aus Stein ersetzt. Der Neubau wurde 1870 geweiht. 1874 wurde der Amtsbezirk Kaulwitz gegründet, welcher die Landgemeinden Belmsdorf, Kaulwitz und Michelsdorf und den Gutsbezirken Belmsdorf, Kaulwitz und Michelsdorf umfasste. Erster Amtsvorsteher war der Graf Georg Henkel von Donnersmark in Kaulwitz.
1933 zählte Kaulwitz 798, 1939 wiederum 795 Einwohner. Bis 1945 gehörte der Ort zum Landkreis Namslau. Am Morgen des 19. Januar flüchteten die Bewohner von Kaulwitz vor der heranrückenden Roten Armee.
1945 kam der Ort, als Folg des Zweiten Weltkrieges an Polen, wurde in Kowalowice umbenannt und der Woiwodschaft Schlesien angeschlossen. 1950 wurde Kowalowice der Woiwodschaft Opole zugeteilt. 1954 wurde die evangelische Kirche abgerissen. 1999 wurde es Teil des wiedergegründeten Powiat Namysłowski.

## Sehenswürdigkeiten
- Die römisch-katholische Mariä-Empfängnis-Kirche (poln. Niepokalanego Poczęcia NMP) wurde zwischen 1868 und 1870 nach einem Entwurf des Architekten Carl Johann Lüdecke im Stil der Neogotik erbaut. Zuvor bestand an gleicher Stelle eine Schrotholzkirche aus dem Jahr 1595.[5] Der Kirchenbau steht seit 2004 unter Denkmalschutz.[9]
- Das Schloss Kaulwitz (poln. Pałac Kowalowice) entstand im 19. Jahrhundert. Das zweigeschossige Gebäude aus Backstein besitzt einen quadratischen Grundriss und ein Walmdach.[10]
- Schlosspark des ehemaligen Schlosses Kaulwitz
- Antoniuskapelle
- Friedhofskapelle
- Mariensäule – ehemaliges Gefallenendenkmal

## Vereine
- Fußballverein LZS Kowalowice
- Freiwillige Feuerwehr OPS Kowalowice

## Persönlichkeiten
- Joseph Bitta (1856–1932), deutscher Politiker, verstarb in Kaulwitz